# Morlac
Morlac é uma comuna francesa na região administrativa do Centro, no departamento Cher. Estende-se por uma área de 31,1 km². Em 2010 a comuna tinha 336 habitantes (densidade: 10,8 hab./km²).